# 安井郁
安井 郁（やすい かおる、1907年4月25日 - 1980年3月2日）は、日本の国際法学者、平和運動家。法政大学名誉教授、国際法学会幹事長、原水爆禁止日本協議会（原水協）初代議長。

## 人物
大阪府門真市出身。大阪市立生魂小学校時代の同級生に作曲家の服部良一がいた。
国際法専攻。戦前期はモーゲンソーの影響を受ける。第二次世界大戦中には東京帝国大学法学部教授として、田畑茂二郎（京都帝大）とともに、「大東亜国際法」を提唱した。しかしこのことをもって1947年占領軍により戦争協力とみなされ、1948年に東大を公職追放となる。神奈川大学教授を経て法政大学教授に就任した。
1954年3月1日のビキニ水爆実験による第五福竜丸被爆事件を契機に、同年5月9日、東京都杉並区の婦人団体、福祉協議会、PTA、労組など39人は「原水爆禁止署名運動杉並協議会」を結成した。安井は同協議会議長に就任し、協議会は議長名で「杉並アピール」と呼ばれる声明を発表した。原水爆禁止運動とそれに伴う署名運動は全国各地に広がり、同年8月8日、原水爆禁止署名運動全国協議会が結成され、事務局長に就任した。
1955年8月6日、広島で第1回原水爆禁止世界大会を開催した。9月19日に署名運動全国協議会と世界大会が統合して原水爆禁止日本協議会（原水協）が発足すると、その初代理事長に就任した。しかし、原水爆禁止運動での政党間の対立が激しくなり、1963年に原水協から社会党系が離脱したときには原水協の役員を辞任した。原水爆禁止運動の表舞台に現れることはなくなったが、朝日新聞の投書欄に繰り返し投稿し、運動の統一を訴えた。
その後、1970年、朝鮮民主主義人民共和国のチュチェ思想を研究し、日朝社会科学者連帯委員会の議長に就任した。晩年は金日成主義を「独創的思想」と絶賛している。チュチェ思想国際研究所初代理事長を務める。
妻の安井田鶴子も安井の活動を支え、女性たちの読書会「杉の子会」（東京都杉並区）の反核署名運動や大石武一、新村猛と共に「草の根平和の集い」（1985年-1991年）などで平和・人道主義の活動をした。娘はロシア文学者の安井侑子。

## 経歴
- 1907年 大阪府大和田村（現・門真市）生まれ
- 1925年 （旧制）大阪府立高津中学校（現・大阪府立高津高等学校）卒業
- 1927年 （旧制）大阪高等学校卒業
- 1930年 東京帝国大学法学部政治学科卒業[5]
- 1940年　東京帝国大学教授（国際法）
- 1953年	東京杉並区立公民館館長
- 1954年	原水爆禁止日本協議会・理事長
- 1958年　国際レーニン平和賞　受賞
- 1965年	原水爆禁止日本協議会・理事長辞任
- 1967年	原爆の図丸木美術館館長
- 1978年　法政大学を定年退職
- 1980年　膵臓癌にて逝去（72歳）

## 著書
- 『国際法学講義要綱 第1』弘文堂書房、1939年
- 『条約集 関係法令附』弘文堂書房、1939年
- 『欧州広域国際法の基礎理念』大東亜国際法叢書、有斐閣、1942年
- 『民衆と平和 未来を創るもの』大月新書、大月書店、1955年
- 『国際法学と弁証法』法政大学出版局、1970年
- 『永劫の断片』安井郁歌集　短歌新聞社、1977年
- 『朝鮮革命と人間解放 チュチェ思想の具現』雄山閣出版、1980年
- 『道-安井郁・生の軌跡』法政大学出版局、1983年

### 共編
- 『チュチェの国-朝鮮を訪ねて』高橋勇治共編　読売新聞社、1974年